# Fiat 130
Fiat 130 je automobil vyšší střední třídy s šestiválcovým vidlicovým motorem vyráběný v letech 1969–⁠1977 italskou automobilkou FIAT. Mezi roky 1969–⁠1976 vzniklo 15 093 sedanů a v letech 1971–⁠1977 4 294 kupé.

## Historie
Sedan Fiat 130 se představil na Ženevském autosalonu 1969. Reakce veřejnosti byly rozpačité, vypadal jako zvětšený vůz střední třídy Fiat 125. Měl celkově vyváženou harmonickou vnější linii, převáženou ovšem značným množstvím nepotřebného pozlátka. Přílišné chromování velmi tlustých nárazníků, prahů, rámů přespříliš velkých zadních světel procházejících skrz až k SPZ nebo barokní monolitické mřížky s nadměrně složitě propracovaným vzhledem. Připomínal americké sedany, mezi kterými byl ale kompaktním vozem.
Interiér odpovídal Fiatům Special: plastické hmoty a koženkové čalounění. Udávané výkony nebyly nejslibnější a zkušební jízdy je potvrzovaly. Podvozek s nezávislým zavěšením kol –⁠ přední na příčných ramenech a vzpěrách McPherson s odpružením podélnými zkrutnými tyčemi, zadní na šikmých vlečených ramenech s vinutými pružinami, mohutnými hydraulickými tlumiči, stabilizátory na obou nápravách, kotoučovými brzdami se soustavou kanálků napomáhající chlazení na všech kolech, nastavitelnost světlé výšky přední nápravy, výškově a podélně stavitelný volant, rozsáhlá nabídka standardní výbavy, dokonalá zvuková izolace interiéru, systém vytápění a ventilace zaručující rovnoměrné rozdělení vzduchu a jemně nastavitelnou regulaci tepla, elektrické ovládání oken, zadní vyhřívané, alternátor namísto dynama, tranzistorové zapalování, diferenciál s omezeným prokluzem zadní nápravy nebo řízení standardně s posilovačem ZF navyšovaly hmotnost automobilu. Už tak nepřiměřeně vysokou nadměrnými chromovanými díly. Klimatizace se dodávala za příplatek, v předváděcích vozech ale nesměla chybět. Prostornost kabiny byla obrovská. Stejně tak velikost zavazadlového prostoru,⁠ snad na mafiánské mrtvoly. 

Vedení kol bylo označováno za příkladné a jízdní vlastnosti za vynikající. Motor objemu 2866 cm³ se 142 koni se ve spojení se standardně montovanou automatickou převodovkou ZF –⁠ manuální pětistupňová, v té době dostupná téměř jen pro sportovní vozy byla na přání, ale musel značně vytáčet, aby si s poměrně těžkým vozem poradil. Vysokootáčkový ječící motor, ač italský symbol sportu, ovšem není znakem přepychu. Hned po prvních reakcích začal Fiat pracovat na zlepšení. V roce 1970 zvýšil kompresní poměr a výkon motoru na 162 k. Spotřeba ale stále připomínala americké osmiválce.

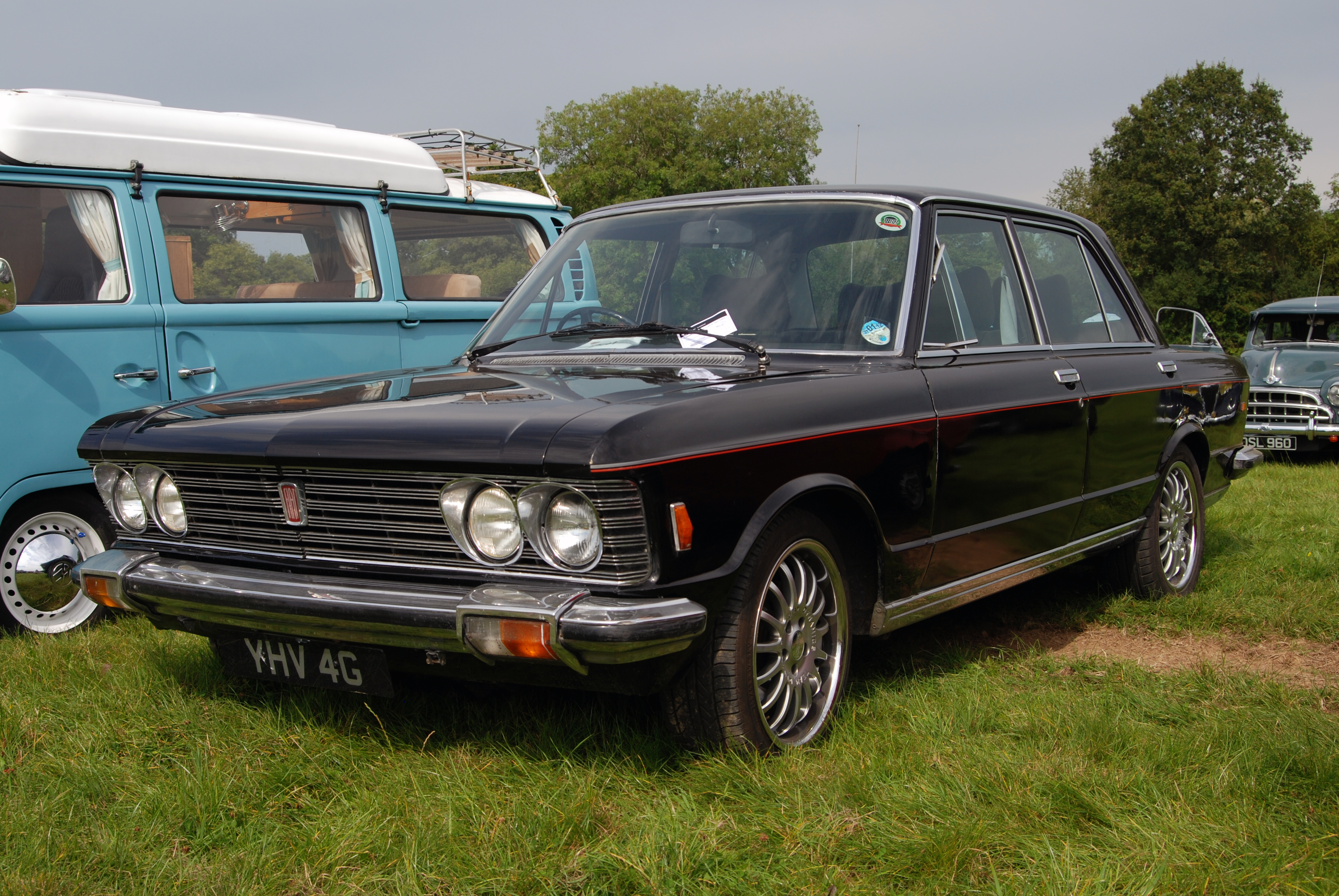
Fiat 130

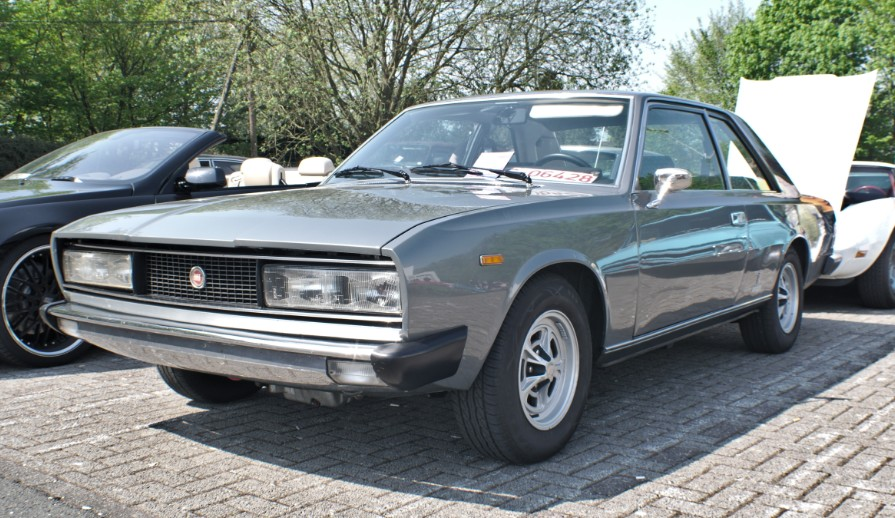
Fiat 130 Coupé

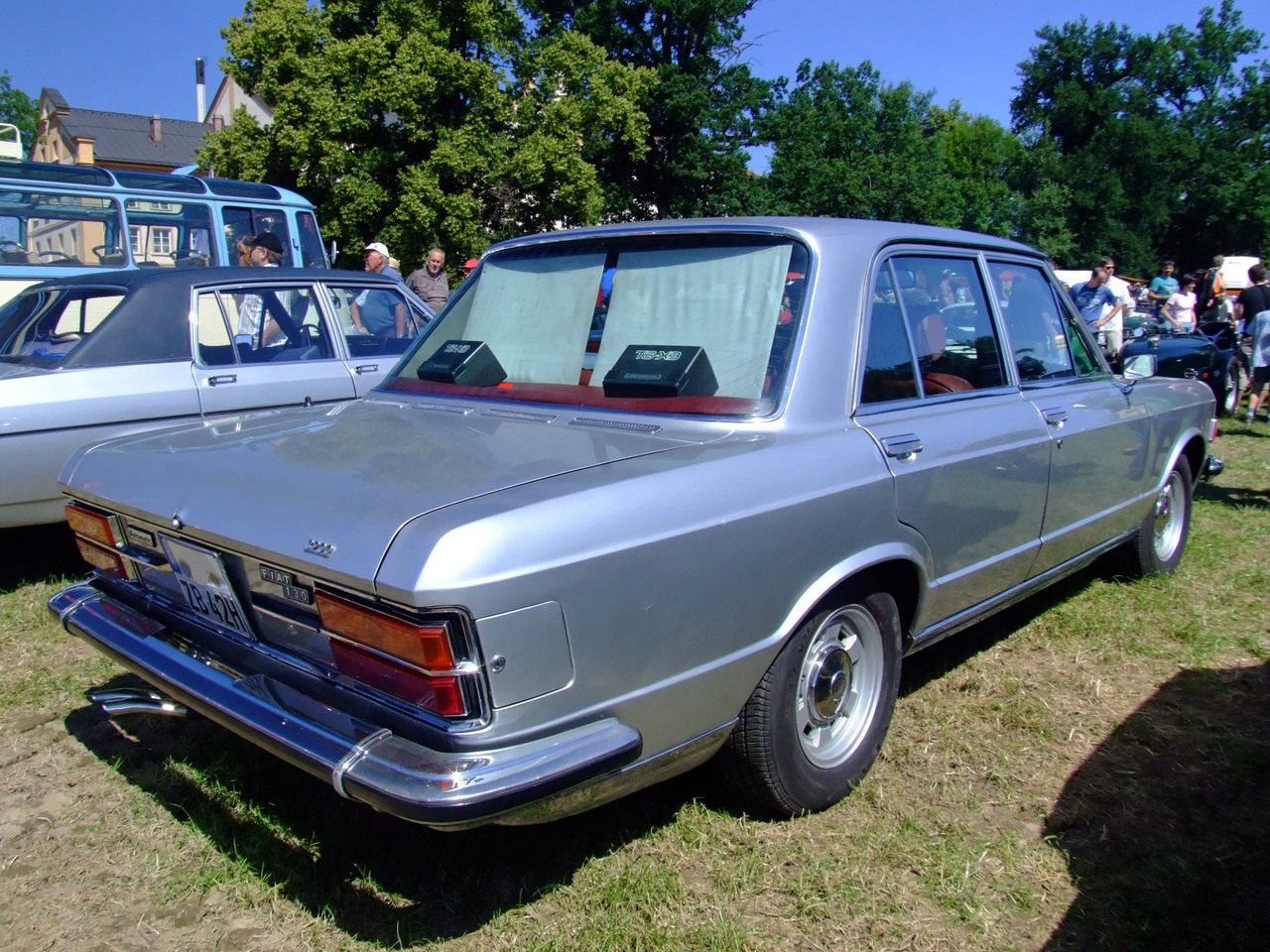
Fiat 130

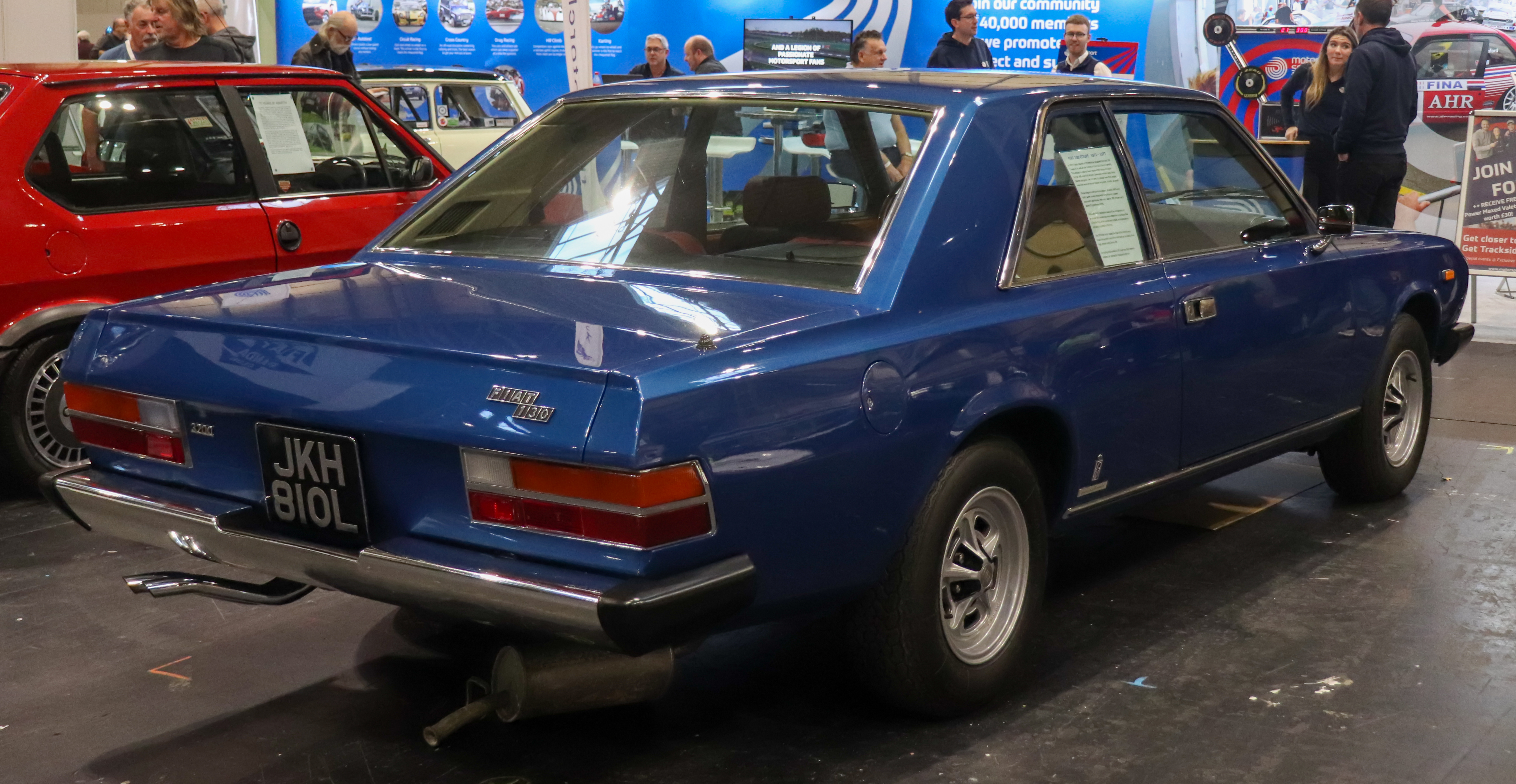
Fiat 130 Coupé

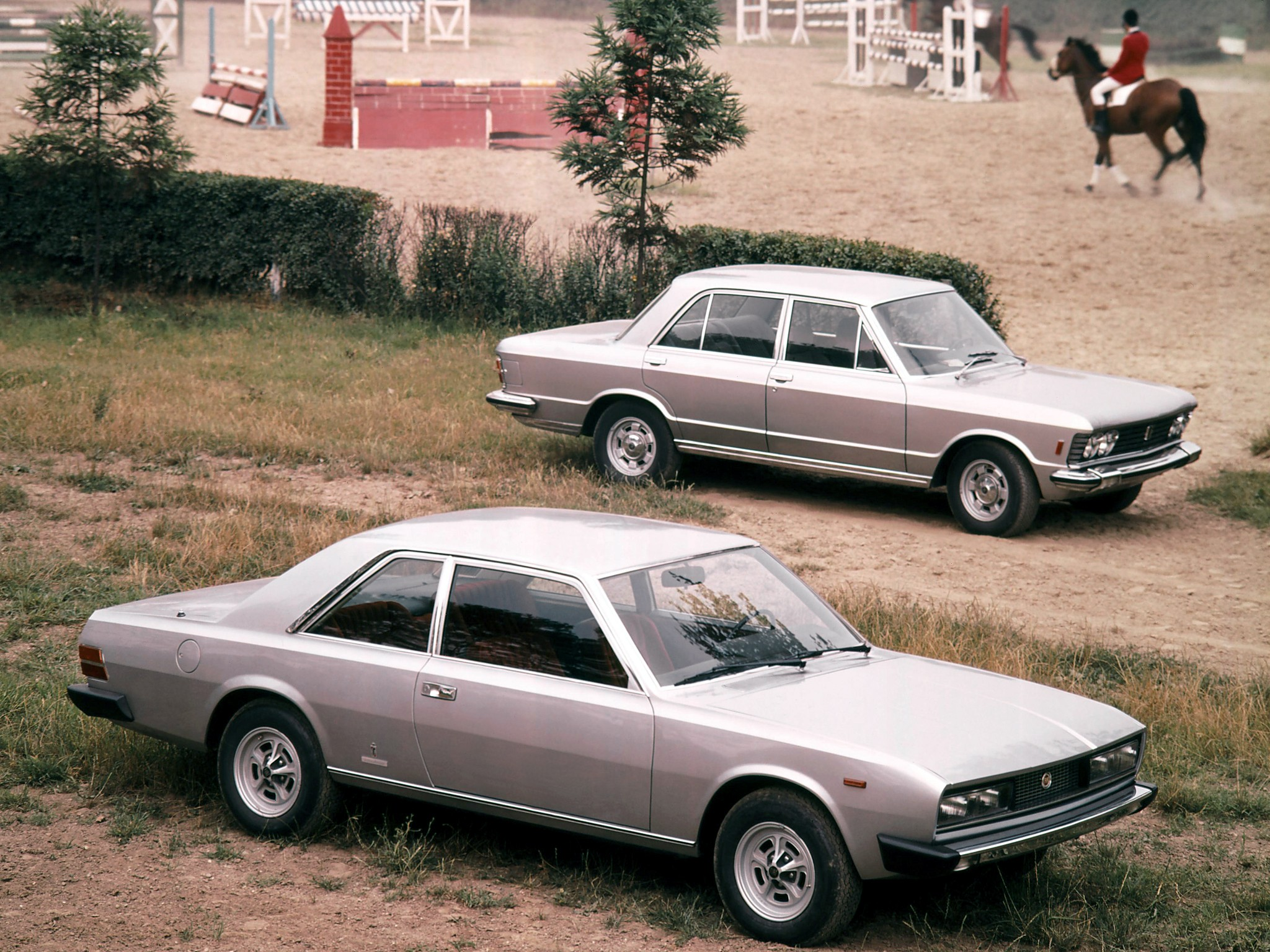
Fiat 130 Coupé, Fiat 130 Berlina (sedan)

Na Ženevském autosalonu 1971 se za nadšeného přijetí představilo kupé Fiat 130 Coupé. Vzbudilo mimořádný ohlas mnohem modernějším a atraktivnějším designem. V ničem nepřipomínalo sedan, přestože sdílelo veškerou techniku a nezkrácenou podvozkovou plošinu. Rozměrově bylo asi o 100 mm delší a o 50 mm nižší a užší. Navrhl ho Paolo Martin ze studia Pininfarina. Chromu použil decentně. Interiér s velurovým čalouněním, lesklým dřevem a tlustými koberci byl mnohem luxusnější. Motor byl převrtán na 3235 cm³, výkon se mírně zvýšil na 167 k, ale především se zlepšil průběh točivého momentu. Nemusel se tolik vytáčet a mírně klesla spotřeba. Převodovka byla manuální, na objednávku automatická.
Motor kupé a zčásti i luxusní interiér získal ještě roku 1971 také modernizovaný sedan Fiat 130 B. Manuální převodovku měl nadále na přání, teď se na ni ale muselo ještě déle čekat. Testy motoristických časopisů modernizovaný sedan konečně stavěly na úroveň konkurence.

## Výroba
Odbytu prvních vozů Fiat 130 napomohla obnova vozových parků italských institucí, které dlouho neměly na výběr novější vůz vyšší střední třídy tuzemských výrobců. I Fiat půl roku před vozem Fiat 130 nabízel jako svůj vrcholný model pouze sedan střední třídy Fiat 125 Special.
Cena nového vozu Fiat 130 byla proti konkurenčním jen mírně nižší. Sedan kupovaly převážně italské instituce. Pro vlastní potřebu prodejci Fiat za sníženou cenu. Jinak zejména šéfové stavebních firem nebo lékaři, kteří ocenili značnou prostornost a nevadila jim společensky vnímaná neurozenost značky. V zahraničí zákazníci s odporem k Německu či nedostatečnou nabídkou šestiválcových modelů vlastních výrobců. 
Plán výroby 20 000 vozů se skoro podařilo naplnit, ale za neúměrnou cenu. Kupé Fiat 130, jehož karoserie vznikaly u Pininfariny, se původně nemělo vůbec vyrábět. Jeho produkcí se ale zvýšila celková výroba a náklady na vývoj společně užívané techniky se z větší části navrátily. Kupé se stávalo reklamním darem výhercům mnoha prestižních sportovních soutěží. Zvýšilo i prodej sedanu pohlednými fotografiemi obou verzí. V některých zemích je nabízeli prodejci Rolls-Royce nebo Ferrari. 
Licenční výrobu vozu Fiat 130 nikdo nepřejal. FSO jen tzv. "finální montáží" sestavila několik desítek sedanů Fiat 130 dovezených z Itálie. Téměř kompletní vozy prošly v Polsku operací, jejíž nejkomplikovanější součástí bylo třeba domontování vlastních sedadel a nárazníků, jinak drobných součásti jako stěračů, autobaterií, pneumatik Stomil a mírně upraveného označení Fiat 130p. Sloužily potom jako reprezentativní vozidla polské vlády a státních institucí. 
V Československu vlastnil Fiat 130 Karel Gott.
Karosárna Carrozzeria Fissore v roce 1972 upravila sedan Fiat 130 na prodloužený papamobil se zvýšenou střechou.
Výrobu vozu Fiat 130 ukončil neustále klesající prodej. Od počátku 70. let došlo ke značnému zdražení benzínu vrcholící ropným šokem v roce 1973. Zákazníci hledali úspornější vozidla, která byla po odstranění cel mezi členskými státy EHS i lacinější. Prodeji značně přitížily také italské daně na velkoobjemové motory, protože Fiat 130 se prodával především na domácím trhu. V roce 1972 se navíc objevil Mercedes-Benz s luxusní řadou W116, první oficiálně nazvanou třída S, která těžila z vývoje reprezentačních limuzín W100 a opět stanovil nová měřítka. Kupé, které mohlo být úspěšné na americkém trhu s oblibou velkých kupé, Fiat do USA stejně jako sedan nevyvážel.
Celkově znamenala řada Fiat 130 prodejní neúspěch. Byla posledním modelem Fiat vyšší střední třídy. Mnoho vozů skončilo při továrních výzkumech nárazových testů. Na nezájem reagoval Fiat přesunem pozornosti k menším vozům. Nadále nechtěl experimentovat s nabídkou vozů vyšší třídy honosící se jménem lidové značky a Fiat 130 již neměl nástupce. V říjnu 1969 se stal majitelem vznešeně luxusní značky Lancia. Po uvedení vozu Lancia Gamma opustil segment trhu v její prospěch a ukončil výrobu vozů Fiat 130.

## Pozadí vzniku
Fiat 130 nahradil Fiat 2300 vyráběný v letech 1961–1969, oproti kterému byl skoro o třídu výš, ovšem poválečná západní Evropa se vzmáhala a s ní rostly nároky kupujících. Fiat, který slavil úspěch zejména s malými modely zaznamenával zvyšující se prodej i větších. S bouřlivým rozvojem motorismu se měnil i vkus kupujících. Do módy přicházely čistší a jednodušší tvary. Jak šestiválcový Fiat 2300 stárnul, pracovalo se na nástupci. V prosinci 1963 byla interně představena první maketa označená Fiat 130, v zásadě jen zvětšený sedan Fiat 2300. 
S hospodářským rozmachem počátku šedesátých let přibylo italským automobilkám jiné trápení. Na italských silnicích začalo jezdit stále více zahraničních aut, zejména velkých sedanů a kupé – často německého původu. Nejprodávanější šestiválce Evropy 60. let byly vozy Opel shodné konstrukce tzv. zlaté trojice KAD Kapitän, Admiral, Diplomat patřící koncernu GM. Fiat 2300 nikdy zcela nebyl na současné úrovni severních konkurentů, jak výkonem, tak konstrukcí. Nedostatek, který byl hodně v rozporu s italským smyslem pro styl a potřebou reprezentovat vlastní zemi. FIAT proto v roce 1965 coby po VW druhý největší výrobce aut v Evropě, kdy jich poprvé vyrobil přes milion ročně, zahájil projekt X1/3. Chtěl vytvořit svou úplně novou vlajkovou loď, sedan vyšší střední třídy. Vracel se do segmentu vyzkoušeného v roce 1938 jiným velkým šestiválcem, vozem Fiat 2800, jehož výroba po válce ale nepokračovala. Fiat 130 se měl stát vlajkonošem značky, který přesně k jejímu 70. výročí založení ukáže světu, jak kombinovat eleganci a technický důvtip coby výraz moderního životního stylu. Měl ilustrovat požadavek na vedoucí postavení italského obra, který dobyl téměř čtvrtinu trhu s automobily EHS a s uzmutím části rostoucího trhu vyšší třídy v zahraničí zlepšit přijímání značky. Zvýšením prestiže napomáhající celkovým prodejům měl učinit z FIATu největšího výrobce Evropy. 
Důvod vzniku a daný harmonogram překvapil mnoho odpovědných, kteří měli pochyby. Ač měl výrobní program až neuvěřitelný rozsah, bylo zjevné, že přirozeným segmentem Fiatu jsou vozy masové výroby a ne luxusní sedany, přestože výnosnější. Drtivou většinu produkce tvořily minivozy Fiat 500 a malé automobily Fiat 600. Podle hlavního konstruktéra Dante Giacosy bylo iluzorní, že by Fiat 130, i kdyby byl postaven zcela nově, mohl okamžitě konkurovat zavedeným značkám jako Mercedes nebo BMW, které tuto třídu vyrábějí po mnoho let a těží z postupných inovací. Doporučil rozšířit karoserii vyvíjenou pro Fiat 125 a prodloužit kapotu, aby pojala bezvadný řadový šestiválec 2279 cm³. Obdobně byl zkonstruován Fiat 2300, technicky blízký Fiatu 1300/1500 s řadovým čtyřválcem. Vnuk zakladatele Gianni Agnelli, který se roku 1966 ve věku 45 let prakticky usadil v čele společnosti FIAT, ale požadoval italský "Mercedes". Lidstvo se právě připravovalo také dobýt Měsíc. 
Kvůli požadovanému brzkému termínu premiéry a současné jedinečnosti v nabídce se konstrukčně vyšlo z úprav prvků použitých u vyráběných Fiatů. Začátky však přesto byly obtížné, neboť se upřednostnil vývoj modelů s vyšší prodejností Autobianchi A112 a Fiat 128. Karoserii sedanu Fiat 130 navrhlo Fiat Centro Stile. Její styl vycházel z posledních masově vyráběných řad inspirovaných křivkami Fiatu 124 z poloviny šedesátých let a menším vlivem Buicku Riviera. Přestože byla elegantní a uspokojivě aristokratická, a proto vyhovující vkusu potenciální klientely, rozhodně nebyla módně nejnovější v době vzniku a času uvedení na trh. Vedle kupé potom vypadala staromódně.  
Při konstrukci vozu se současně musela věnovat pozornost dalšímu rozvoji sportovního Fiat Dino 135, který byl vyráběn především kvůli dosažení vyžadované produkce motorů konstrukce Ferrari (ve kterém už měl Fiat podíl, motory Fiat Dino si ale vyráběl sám), a homologaci pro účast Ferrari v závodech Formule 2. O Ferrari v předraženém voze Fiat bez znaku vzpínajícího se koně totiž nebyl příliš zájem. Práce bylo nadmíru a některá dlouhodobá rozhodnutí ji ještě ztížila. Vývoj motoru Fiat 128 byl rozdělen a zahájily se práce na odvozeném větším šestiválcovém vidlicovém motoru. Paralelně se tak pracoval na dvou vidlicových jednotkách, které musely být odlišné, neboť úkoly poklidně a důstojně pohánět Fiat 130 a sportovně energicky hnát Fiat Dino, byly zcela rozdílné. Řady válců prvního motoru svíraly úhel 60°, druhého 65°. Ventilový rozvod Fiatu 130 měl jeden vačkový hřídel nad každou řadou válců, Dina dva. Poháněn byl ozubeným řemenem u prvního, zdvojeným řetězem u druhého. Motor Fiatu 130, jehož válcová jednotka byla 1,2 násobkem válcové jednotky Fiatu 128, měl ventily umístěné rovnoběžně nad řadou válců a klínový spalovací prostor. Dino 135 měl účinnější polokulový spalovací prostor. Malému motoru 128 zhoršený spalovací prostor nevadil, měl sací a výfukové potrubí na stejné straně a malý objem válce, asi 270 cm³, což vytvářelo rotační pohyb palivové směsi ve válci zlepšující hoření. Fiat 130 měl ale sací potrubí mezi řadami válců proti výfukovému se zcela odlišnou dynamikou směsi, která hoření nezlepšila a přispěla k vyšší spotřebě. 
Spotřebu Fiatu 130 proti prémiové konkurenci s nepřímým vstřikováním benzínu zvyšoval i dvojitý karburátor Weber. Motor neměl ani automatické vymezování vůle ventilů, tehdy už montované do vozů vyšší třídy. Vysoká spotřeba většinou nehrála takovou roli, ale stejně jako potřebné manuální vymezování vůle omezovala časovou použitelnost vozu. Při dálniční rychlosti 120 km/h na nejvyšší 3. převodový stupeň automatické převodovky se motor Fiat 130 otáčel rychlostí přes 4 000 ot/min. Jeho klidné příjemně sportovní tempo však narušoval nepříjemný bzučivý zvuk rezonance výfuku a pružení. Situaci zlepšila manuální převodovka s dlouhým pátým převodem. U ní k rezonanci docházelo asi ve 140 km/h. Zvýšeným opotřebením rezonujícího potrubí ale došlo k jeho popraskání. Vůz poté vydával nepatřičné zvuky už při volnoběhu. 
Podvozek měl na tu dobu excelentní vedení kol. Díky nezávislému zavěšení zadních kol, které Fiat odmítl u méně významných modelů 124, 125 i dokonce následně vyvíjeného Fiatu 132 a zejména vzadu použité upravené Chapmanově nápravě, která oproti konkurenci s výkyvnými polonápravami při pružení neměnila sklon kol. Měla sice minimum neodpružených hmot, ale pro těžký Fiat 130 byla také příliš těžká, takže celkové jízdní vlastnosti byly nakonec obdobné lehčím a výrobně levnějším řešením. Jednoduché nekryté kardanové klouby hnací hřídele a poloos, údajně trvale namazané, navíc začínaly po nájezdu 30 000 km vlivem úsad prachu hučet. Že se křehčí podvozkové součásti dříve opotřebují, zjistili majitelé většinou pozdě. Sportovci, kteří kupé Fiat 130 získali darem, se ho zpravidla zbavili, jakmile se projevilo opotřebení neobvyklého podvozku.  
Pouze jedna celebrita používala Fiat 130 až do konce života. Při cestě v něm byl unesen, a poté zavražděn politik Aldo Moro. Psal se rok 1978. Fiat 130 se dostal na první stránky novin po celém světě, ale nadějné vyhlídky šedesátých let mu skončily mnohem dříve. Koncem roku 1969 došlo v Itálii, rok po Pařížských nepokojích, k mohutným studentským protestům. Při bombovém útoku v Miláně zahynulo 17 osob. Celková bezpečnostní situace v Itálii se počátkem sedmdesátých let radikálně změnila. Stejně tak prodejnost automobilů. Některé Fiaty 130 se dovybavily pancéřováním a popřípadě výkonnějším americkým motorem Ford V8 s cca 200 k. Výrobu obrněných verzí zavedl i Fiat a poháněl je vlastním odvozeným čtyřlitrovým osmiválcem. Odpovídala tomu spotřeba, ale bezpečnost byla přednější. Jeden používal rumunský diktátor Ceausescu.  
Z aristokraticky noblesních tvarů Fiatu 130 vyšlo Fiat Centro Stile při návrhu vozu Fiat 132, který měl Fiat 130 do určité míry nahradit. Zcela ale nahrazoval obrovsky úspěšný, podle původních záměrů jen krátkodobě přechodný Fiat 125, jehož nečekaný úspěch ale nezopakoval. Zejména výrazně delším předním a zadním převisem byl Fiat 132 podstatně rozměrnější a těžší než Fiat 125. Ropný šok přitom zvýhodnil lehčí modely se skromným pohonem předních kol, který při zachování podobného vnitřního prostoru poměrně dramaticky omezil celkové rozměry a hmotnost vozu, jako u honosnějšího vozu Lancia Beta Fiatem obrozené značky Lancia.
Pininfarina v roce 1974 a 1975 zhotovil několik prototypů třídveřového kombi Fiat 130 Maremma a sedanu Fiat 130 Opera vycházejících z nižšího kupé. Ani jeden se do sériové výroby nedostal. Prototypy kombi používala rodina Agnelli.
Pininfarina vytvořený styl použil při návrzích kupé Lancia Gamma, Peugeot 604 a Rolls-Royce Camargue i Ferrari 365 GT4 2+2, se kterými ovlivnil celý automobilový design 70. let.